# Ashley Williams
Ashley Williams (født 12. november 1978) er en amerikansk film- og Broadway-skuespillerinde. Hun er bedst kendt for sin rolle som Victoria (2006-2011) i How I Met Your Mother og for filmen Something Borrowed.